# Municipio de Leyden
El municipio de Leyden (en inglés: Leyden Township) es un municipio ubicado en el condado de Cook en el estado estadounidense de Illinois. En el año 2010 tenía una población de 92890 habitantes y una densidad poblacional de 1.800,18 personas por km².

## Geografía
El municipio de Leyden se encuentra ubicado en las coordenadas 41°56′17″N 87°52′7″O / 41.93806, -87.86861. Según la Oficina del Censo de los Estados Unidos, el municipio tiene una superficie total de 51.6 km², de la cual 51.6 km² corresponden a tierra firme y (0%) 0 km² es agua.

## Demografía
Según el censo de 2010, había 92890 personas residiendo en el municipio de Leyden. La densidad de población era de 1.800,18 hab./km². De los 92890 habitantes, el municipio de Leyden estaba compuesto por el 78.93% blancos, el 2.15% eran afroamericanos, el 0.41% eran amerindios, el 3.16% eran asiáticos, el 0.03% eran isleños del Pacífico, el 13.01% eran de otras razas y el 2.31% pertenecían a dos o más razas. Del total de la población el 32.91% eran hispanos o latinos de cualquier raza.